# Richard Heidan

hodnostní označení SS-Hauptsturmführera

Kriminální komisař a SS-Hauptsturmführer Richard Heidan (13. září 1893, Hoyerswerda – 17. dubna 1947, Olomouc) byl příslušníkem gestapa a důstojníkem SS. Po odstoupení československého pohraničí Německu na základě Mnichovské dohody se přesunul v rámci Einsatzkommanda Karlsbad do Karlových Varů, kde zastával funkci zástupce vedoucího. Z Karlových Varů byl během roku 1940 převelen na řídící úřadovnu gestapa v Brně, kde působil jako vedoucí referátu II BM a později II A. Od 1. října roku 1942 již působí v Olomouci jako vedoucí tamní venkovní služebny gestapa. Po válce byl souzen před olomouckým Mimořádným lidovým soudem, odsouzen k trestu smrti a popraven.